# Stefania evansi
A Stefania evansi a kétéltűek (Amphibia) osztályába, a békák (Anura) rendjébe és a Hemiphractidae családba tartozó faj.

## Előfordulása
A faj Guyanában, továbbá valószínűleg Brazíliában és Venezuelában él. Természetes élőhelye a szubtrópusi vagy trópusi nedves síkvidéki erdők, szubtrópusi vagy trópusi nedves hegyvidéki erdők, folyók.